# کاتاکورا کوجورو
کاتاکورا کوجورو (به ژاپنی: 片倉 小十郎 Katakura Kojūrō) نامی مشترک برای رهبران خاندان کاتاکورا بود. این خاندان به عنوان ملازم ارشد به خاندان داته خدمت می‌کردند.

## رهبران خاندان کاتاکورا در دوره ادو
1. کاتاکورا کاگه‌تسونا (۱۵۵۷–۱۶۱۵)
2. Shigenaga (1585–1659)
3. Kagenaga (1630–1681)
4. Muranaga (1667–1691)
5. Murayasu (1683-?)
6. Muranobu
7. Murasada (1676–1744)
8. Murakiyo
9. Muratsune (1757–1822)
10. Kagesada
11. Munekage
12. Kuninori (1818–1886)
13. Kagenori (1838–1902)
14. Kagemitsu